# Daniel-Marie Thévenet
Daniel-Marie Thévenet, connu aussi sous son nom en religion, frère Daniel-Marie, est un religieux franciscain conventuel français. Ses pratiques et enseignements, inspirés du Renouveau charismatique, sont controversés. Visé par une procédure canonique en juin 2025, ses activités publiques sont suspendues.

## Biographie
Né à Lyon en 1957 dans une famille catholique pratiquante, Daniel-Marie Thévenet s'engage dès l'âge de 14 ans dans des mouvements trotskistes à Moulins puis au lycée Ampère à Lyon. Abandonnant son militantisme politique et ses études universitaires au bout de 6 mois, il se marginalise selon son propre récit, et tombe dans la drogue et la délinquance. Après quatre hold-up commis entre l'âge de 18 et 21 ans, recherché par la police, il se réfugie en Italie. Il est condamné par contumace en France à quatre ans de prison. En Italie, il se convertit au catholicisme et entre au couvent de Saint François à Assise. En France, il est amnistié en 1988. Il est ordonné prêtre en 1991,,.
Avec François-Xavier Bustillo, futur supérieur de l'Ordre en France et en Belgique entre 2006 et 2018, il reçoit en 1994 pour mission de refonder les couvents des franciscains conventuels en France. Il est envoyé à Narbonne et à Cholet, et en 2012 au couvent Saint-Antoine-de-Padoue de Bruxelles,,.
Il se réclame du Renouveau charismatique qu'il a rencontré vers 1995 au Château Saint-Luc dans le Tarn, l'une des maisons de la Communauté des Béatitudes spécialisée dans l'« accueil thérapeutique ». Il se forme au « psycho-spirituel » en fréquentant les sessions « Agapè » créées par Bernard Dubois, dont les dérives conduisent l'évêque du Puy-en-Velay, Luc Crépy, à l'en écarter en 2017,. Il est un très proche du père Daniel-Ange, fondateur de Jeunesse-Lumière, qui a préfacé son premier livre en 2021,. Il est régulièrement invité à donner des conférences, notamment lors de congrès de jeunes, comme le festival « Welcome in Paradise » de la communauté du Chemin Neuf. Il anime également des sessions de « prières de guérison » en France, en Belgique et en Suisse,. Ses enseignements bénéficient d'une large audience grâce à Internet.

### «Sentinelles de la Sainte Famille»
Daniel-Marie Thévenet est le « référent spirituel » d'un réseau de prière mariale fondé en Belgique, appelé les « Sentinelles de la Sainte Famille » regroupant en 2024 plus de 800 femmes à travers le monde. Les statuts de cette association ont été signés en décembre 2013 par André Léonard, alors archevêque de Malines-Bruxelles.
Dans son article de septembre 2023 consacré à Daniel-Marie Thévenet, le magazine Golias Hebdo relève chez ce dernier l'emploi d'un discours à tonalité mystique, « presque amoureux », dans plusieurs des lettres mensuelles qu'il adresse aux membres de l'association.

## Critiques

### «Prières de guérison»
Les « prières de guérison » animées par Daniel-Marie Thévenet sont critiquées par le magazine Golias Hebdo dans son numéro de septembre 2023. Pour le magazine, ces veillées de prière, jugées très démonstratives, voire sensationnalistes, où alternent parler en langues, prophéties et autres imprécations relevant de l'exorcisme, entrent en contradiction avec les instructions de la Congrégation pour la doctrine de la foi (CDF) en 2000 selon lesquelles « ceux qui conduisent les célébrations de guérison, liturgiques ou non-liturgiques, doivent essayer de maintenir dans l'assemblée une atmosphère de dévotion sereine et doivent garder la prudence nécessaire si des guérisons surviennent parmi les assistants ». Par ailleurs, l'inclusion des prières de guérison dans les messes qui sont retransmises contrevient, selon le magazine, à l'interdiction faite par la CDF « d'insérer ces prières dans la célébration de la Sainte Messe, des Sacrements et de la Liturgie des Heures. »,.
Interrogé en 2023 par Libération sur les pratiques de Daniel-Marie Thévenet, le cardinal François Bustillo, qui a été son ancien supérieur, dit avoir « incité à la prudence » et affirme que « jusqu'à présent, il n'y a pas eu de plaintes ». Le quotidien affirme qu'aux dires de son entourage, François Bustillo « n'aurait pas eu tout à fait les mains libres pour régler réellement le problème. ».

### «Messe pour les vivants et les défunts de nos familles»
Anne Lécu, médecin et sœur dominicaine, membre de la cellule « Emprise et dérives sectaires dans l’Église catholique », critique dans la revue Études en octobre 2023 la justification donnée par Daniel-Marie Thévenet de ce qu'il nomme la « messe pour les vivants et les défunts de nos familles ». Ce dernier prétend par l'analyse de l’arbre généalogique (qu'il appelle le « génogramme ») repérer des récurrences « inquiétantes et anormales » de maux divers (comme la stérilité, des décès à répétition, etc.) qu'il convient de soulager par le moyen du sacrement de l'eucharistie car selon lui « les mauvaises pratiques de nos ancêtres restent parfois comme des liens transgénérationnels et la messe nous aide lorsqu’il y a une trop forte pression de ce foyer du péché ».
Selon Anne Lécu, ces pratiques sont la poursuite de la « guérison des racines familiales par l’eucharistie » contre laquelle mettait en garde en 2007 une note de la Commission doctrinale de la Conférence des évêques de France. Daniel-Marie Thévenet justifie ces pratiques en s'appuyant, à tort selon elle, sur l'article no 1264 du Catéchisme de l'Église catholique « en confondant le péché originel dont parle l’article et le péché des ascendants ». Selon Daniel-Marie Thévenet, de telles messes de guérison basées sur l'examen de l'arbre généalogique permettrait la libération d'« âmes errantes » dont il fait l'hypothèse : « Dieu, semble-t-il, permet que certaines âmes restent avant d’entrer dans ce chemin qui est le purgatoire et d’aller en laissant les vivants tranquilles. Peut-être ces âmes peuvent rester ici. » Selon Anne Lécu, ces affirmations « ressemblent davantage aux pratiques des médiums qu’à l’Évangile ». Selon l'article de Golias Hebdo, ces « âmes errantes » « ont été explicitement écartées du catéchisme (CEC §1022) »,.
Dominique Auzenet, prêtre exorciste et responsable de la « Pastorale nouvelles croyances et dérives sectaires » du diocèse du Mans,, relève en novembre 2023, à la suite de l'article de Golias, un certain nombre de points problématiques autour des enseignements de Daniel-Marie Thévenet. Ainsi, après visionnage de « vidéos sur les pratiques de guérison menées par certains frères franciscains conventuels en France et en Belgique » il note une « tendance troublante à mêler notions de maladie et de péché et à y associer, parfois de manière erronée, les fautes des générations passées » en contradiction avec les évangiles où « Jésus a clairement marqué une rupture avec l’idée que la maladie serait une conséquence du péché (Jean 9, 3) » Sur les pratiques de guérison elles-mêmes, Dominique Auzenet rappelle que « l’histoire de l’Église, insistant progressivement sur le salut des âmes plutôt que sur la guérison des corps, témoigne de la volonté de souligner que les guérisons sont des signes (et pas quelque chose qui s’apparenterait à de la magie) ». Selon Dominique Auzenet, « une approche psychospirituelle qui assimile (même implicitement) maladie et péché peut conduire à des graves dérives, comme l’ont montré les pratiques des agapètherapies ». Il rappelle, à l'instar d'Annie Guibert, présidente du Centre contre les manipulations mentales, dans son audition au Sénat en avril 2013, que les « sessions Agapè » promues par le Dr Bernard Dubois, « n’ont fait qu’aggraver le mal-être des personnes en quête de guérison, associant de la culpabilité à leur maladie, les conduisant à des faux souvenirs induits, et amenant à une plus grande souffrance au lieu de la libération promise ».

## Procédure canonique
Le custode des franciscains de France et de Belgique annonce le 24 juin 2025 « qu’une procédure canonique est en cours concernant les activités du Frère Daniel-Marie » ainsi que celles d'un autre frère du couvent de Bruxelles, Jack Mardesic. « L'activité publique (sauf la célébration des sacrements) des frères mis en cause a été suspendue jusqu’à nouvel ordre. » Selon Dominique Auzenet, cette enquête canonique préliminaire « fait suite à de nombreuses allégations d’abus spirituels graves. »

## Ouvrages
- Le chemin de Croix Jésus et les femmes, Éditions des Béatitudes, janvier 2024, 116 p. (ISBN 9791030605457)
- En route vers la guérison (préf. Michel Aupetit), Nouan-le-Fuzelier, Éditions des Béatitudes, 9 juin 2022, 166 p. (ISBN 9791030604238)
- Les charismes pour tous : Les dons de l'Esprit Saint pour les imparfaits, les parfaits et tous les autres (préf. Daniel-Ange de Maupeou d'Ableiges), Nouan-le-Fuzelier, Éditions des Béatitudes, mai 2021, 212 p. (ISBN 9791030603934)
- avec François Garagnon, Frathello, Monte Cristo éditions, 26 octobre 2016 (ISBN 978-2-90-940373-1)